# مقاطعة دلتا (كولورادو)
مقاطعة دلتا (بالإنجليزية: Delta County)‏ هي إحدى مقاطعات ولاية كولورادو في الولايات المتحدة الأمريكية.